# Bucium, Alba
Bucium là một xã thuộc hạt Alba, România. Dân số thời điểm năm 2002 là 1788 người.